# Amorphes Silicium
Amorphes Silicium (a-Si) ist eine nichtkristalline Form des reinen Halbleiters Silicium. Die Bezeichnung amorph (= ungeordnet) bezieht sich dabei auf die fehlende Fernordnung des a-Si. Es ist ein amorpher Halbleiter.

## Struktur, elektronische und optische Eigenschaften
Amorphes Silicium ist eine Modifikation des Elements, d. h., es besteht aus denselben Atomen, die geometrisch anders zusammengesetzt sind. In der Nahordnung ist es mit kristallinem Silicium (c-Si) vergleichbar. Die Bindungslängen und -winkel weichen dabei in der Fernordnung immer weiter von der periodischen Struktur des c-Si ab, so dass ab der vierten Bindungslänge keinerlei Korrelation in Abstand und Orientierung der Si-Atome mehr besteht. Dadurch kommt es zu vielen nicht abgesättigten Bindungen (engl. dangling bonds) des Siliciums. Die ungepaarten Elektronen dieser Bindungen stellen lokalisierte Zustände in der Bandlücke dar, die dazu führen, dass das Fermi-Niveau in der Mitte der Bandlücke fixiert wird. Eine Dotierung dieses Materials verändert die Leitereigenschaften nicht, aus reinem amorphem Silicium können also keine Halbleiterbauelemente hergestellt werden. Abscheidung von Silicium auf kaltem, nichtkristallinem Substrat unter Einbau von Wasserstoff führt dazu, dass diese Defekte durch Wasserstoffatome abgesättigt werden. Dadurch entsteht hydrogenisiertes amorphes Silicium (a-Si:H). Die Herstellung erfolgt meist mittels plasmaunterstützter chemischer Gasphasenabscheidung (PECVD) bei Temperaturen unterhalb von 200 °C. Dadurch wird die Zustandsdichte der Defekte sehr stark reduziert und das Dotieren amorphen Siliciums erst ermöglicht.
Amorphes Silicium verfügt über ein hohes Absorptionsvermögen von elektromagnetischen Wellen im optischen und nahinfrarotem Spektralbereich und kann daher bei Solarzellen mit besonders geringen Schichtdicken verwendet werden. Die üblichen Schichtdicken sind dabei etwa um einen Faktor 100 kleiner als bei kristallinem Silicium. Dies gleicht den durch die Defekte geringen Wirkungsgrad von etwa 6 bis 8 % aus und macht a-Si wirtschaftlich für Anwendungen in der Photovoltaikindustrie interessant.